# ألكسندرا نيل
ألكسندرا نيل (بالإنجليزية: Alexandra Neil)‏ هي ممثلة أمريكية، ولدت في 7 أبريل 1955 في بوسطن في الولايات المتحدة.

## أعمال

### مسلسلات
- عالم آخر

## وصلات خارجية
- ألكسندرا نيل على موقع IMDb (الإنجليزية)
- ألكسندرا نيل على موقع ألو سيني (الفرنسية)
- ألكسندرا نيل على موقع أول موفي (الإنجليزية)
- ألكسندرا نيل على موقع قاعدة بيانات برودواي على الإنترنت (الإنجليزية)
- ألكسندرا نيل على موقع قاعدة بيانات الفيلم (الإنجليزية)
- ألكسندرا نيل على موقع كينوبويسك (الروسية)